# Luvinate
Luvinate est une commune italienne de la province de Varèse dans la région Lombardie en Italie.

## Toponyme
Provient du latin lacuna ou du nom latin Lucan. 
Dans le passé, on croyait que le nom était lié au dialecte luin: lupin, par extension, le champ de lupins.

## Administration
| Période                                  | Période  | Identité                | Étiquette | Qualité  |
| ---------------------------------------- | -------- | ----------------------- | --------- | -------- |
| 29/5/2006                                | En cours | Silvano Maria Calderato |           | géomètre |
| Les données manquantes sont à compléter. |          |                         |           |          |

### Hameaux
Cittadella delle Scienze della Natura di Campo dei Fiori (Osservatorio Astronomico, Centro Geofisico Preapino, Centro Sismologico, Serra Fredda), il Monastero, il Poggio, il Castello, Cascina San Vito, Cascina Zambella, Poggio Terrazza, Fontana di Pozzolo, Funtanin di Vulèe, Sass dul Signur (o Signur da Sass) Terman, Sant'Uberto, Grotta Laveno, Funtanin Zèpa, Sorgente Volpinazza, Sorgente Tassera